# 1891 County Championship
Navigation
Édition précédente Édition suivante
Le 1891 County Championship fut le deuxième County Championship et se déroule du 18 mai au 27 août 1891. Surrey remporte son deuxième titre consécutif en remportant 12 de ses 16 matches.

## Tableau final
Un point a été accordé pour une victoire et un point a été enlevé pour chaque défaite, donc:
- 1 pour une victoire
- 0 pour un match nul
- -1 pour une défaite

| Equipe          | Pld | W  | T | L  | D | A | Pts |
| --------------- | --- | -- | - | -- | - | - | --- |
| Surrey          | 16  | 12 | 0 | 2  | 2 | 0 | 10  |
| Lancashire      | 16  | 8  | 0 | 4  | 3 | 1 | 4   |
| Middlesex       | 16  | 8  | 0 | 5  | 3 | 0 | 3   |
| Nottinghamshire | 14  | 5  | 0 | 4  | 5 | 0 | 1   |
| Kent            | 16  | 4  | 0 | 5  | 6 | 1 | –1  |
| Somerset        | 12  | 5  | 0 | 6  | 1 | 0 | –1  |
| Sussex          | 14  | 4  | 0 | 7  | 3 | 0 | –3  |
| Yorkshire       | 16  | 5  | 0 | 10 | 1 | 0 | –5  |
| Gloucestershire | 16  | 2  | 0 | 10 | 4 | 0 | –8  |
| Source:         |     |    |   |    |   |   |     |

### Résumé statistique
| Most runs | Most runs | Most runs         | Most runs       |
| Aggregate | Average   | Joueur            | Comté           |
| --------- | --------- | ----------------- | --------------- |
| 916       | 43.61     | Bobby Abel        | Surrey          |
| 794       | 41.78     | Arthur Shrewsbury | Nottinghamshire |
| 780       | 43.33     | William Gunn      | Nottinghamshire |
| 773       | 33.60     | George Bean       | Sussex          |
| 755       | 35.95     | Tim O'Brien       | Middlesex       |
| Source:   |           |                   |                 |

| Most wickets | Most wickets | Most wickets     | Most wickets |
| Aggregate    | Average      | Joueur           | Comté        |
| ------------ | ------------ | ---------------- | ------------ |
| 132          | 10.65        | George Lohmann   | Surrey       |
| 118          | 10.33        | J. T. Hearne     | Middlesex    |
| 112          | 12.37        | Arthur Mold      | Lancashire   |
| 98           | 13.10        | Frederick Martin | Kent         |
| 89           | 12.96        | Johnny Briggs    | Lancashire   |
| Source:      |              |                  |              |